# Dębogóra (województwo zachodniopomorskie)
Dębogóra (niem. Brusenfelde) – wieś w Polsce położona w województwie zachodniopomorskim, w powiecie gryfińskim, w gminie Widuchowa.
31 grudnia 2008 r. wieś miała 381 mieszkańców.
W latach 1954–1957 wieś należała i była siedzibą władz gromady Dębogóra, po jej zniesieniu w gromadzie Widuchowa. W latach 1975–1998 miejscowość administracyjnie należała do województwa szczecińskiego.
We wsi zabytkowy kościół z XV-XVII wieku, kamienny, prostego kształtu, z szeroką, niską wieżą, podwyższoną przez węższą, drewnianą nadbudowę. Świątynię otacza murek z XVI wieku z dwiema bramkami. Na cmentarzu pomnikowy wiąz Bartłomiej, we wsi domy ryglowe wąskofrontowe, ruina dworku z pocz. XX w. Na południe od wsi fragmenty średniowiecznego traktu w alei starodrzewia. 